# Pseudoscolia dentata
Pseudoscolia dentata (лат.) — вид песочных ос рода Pseudoscolia из подсемейства Philanthinae (триба Pseudoscoliini). Встречается в Казахстане.

## Распространение
Юго-восточный Казахстан.

## Описание
Мелкие осы, длина тела около 1 см. Тело чёрное с желтоватыми отметинами и рыжим брюшком. Наличник с рядом из 6 зубцов на переднем крае: 4 крупных зубцов и двумя мелкими. Отличаются окраской брюшка: 2-4-й тергиты с глубоким поперечным вдавлением (перетяжкой) в передней части (этим признаком сходен с Pseudoscolia ishkovi, но отличается от него рыжим брюшком). Биология не изучена, предположительно, как и близкие виды гнездятся в земле и в качестве добычи ловят пчёл.

## Систематика
Вид был впервые описан в 2004 году казахстанским энтомологом Владимиром Казенасом (Институт зоологии и генофонда животных НАН Казахстана, Алма-Ата) по типовому материалу из Казахстана. Относится к роду Pseudoscolia из трибы Pseudoscoliini.